# Courdemanche, Eure
Courdemanche är en kommun i departementet Eure i regionen Normandie i norra Frankrike. Kommunen ligger i kantonen Nonancourt som tillhör arrondissementet Évreux. År 2022 hade Courdemanche 593 invånare.

## Befolkningsutveckling
Antalet invånare i kommunen Courdemanche
Referens:INSEE